# Richard Shoebridge
Richard Shoebridge (* 12. August 1985 in Johannesburg) ist ein ehemaliger britischer Shorttracker.

## Werdegang
Shoebridge nahm in der Saison 2008/09 in Peking erstmals am Weltcup teil, wobei er den 11. Platz über 1500 m errang und gewann bei der Winter-Universiade 2009 in Harbin die Silbermedaille mit der Staffel. In der Saison 2010/11 erreichte er in Dresden mit dem vierten Platz über 500 m seine beste Platzierung im Weltcupeinzel und gewann bei den Europameisterschaften 2011 in Heerenveen die Bronzemedaille mit der Staffel. Zudem wurde er dort Achter im Mehrkampf. In der folgenden Saison kam er in Salt Lake City mit dem zweiten Platz sowie in Shanghai mit dem dritten Rang erstmals im Weltcup aufs Podium und belegte bei den Europameisterschaften 2012 in Mladá Boleslav den 23. Platz im Mehrkampf und den vierten Rang mit der Staffel. Beim Saisonhöhepunkt, den Weltmeisterschaften 2012 in Peking, lief er auf den 19. Platz im Mehrkampf und auf den sechsten Rang mit der Staffel. Bei den Weltmeisterschaften 2013 in Budapest wurde er Sechster und bei den Europameisterschaften 2013 in Malmö Fünfter mit der Staffel. Nach Platz drei mit der Staffel beim Weltcup in Seoul zu Beginn der Saison 2013/14, wurde er bei den Europameisterschaften 2014 in Dresden Elfter im Mehrkampf und holte bei den Weltmeisterschaften 2014 in Montreal die Bronzemedaille mit der Staffel. Zudem errang er dort den 19. Platz im Mehrkampf. Beim Saisonhöhepunkt, den Olympischen Winterspielen 2014 in Sotschi, lief er auf den 27. Platz über 1000 m.
In der folgenden Saison kam Shoebridge in Montreal mit dem dritten Platz mit der Staffel letztmals im Weltcup aufs Podest und belegte bei den Europameisterschaften 2015 in Dordrecht sowie bei den Weltmeisterschaften 2015 in Moskau jeweils den sechsten Platz mit der Staffel. In der Saison 2015/16 gewann er bei den Europameisterschaften 2016 in Sotschi die Bronzemedaille mit der Staffel und errang bei den Weltmeisterschaften 2016 in Seoul den 25. Platz im Mehrkampf. Seinen letzten Weltcup absolvierte er im Dezember 2016 in Gangneung, welchen er auf dem 13. Platz über 500 m beendete.

## Erfolge

### Olympische Spiele
- 2014 Sotschi: 27. Platz 1000 m

### Shorttrack-Weltmeisterschaften
- 2012 Peking: 6. Platz Staffel, 11. Platz 1000 m, 18. Platz 500 m, 19. Platz Mehrkampf, 26. Platz 1500 m
- 2013 Budapest: 6. Platz Staffel
- 2014 Montreal: 3. Platz Staffel, 12. Platz 500 m, 13. Platz 1000 m, 19. Platz Mehrkampf, 29. Platz 1500 m
- 2015 Moskau: 6. Platz Staffel
- 2016 Seoul: 18. Platz 1000 m, 25. Platz Mehrkampf, 30. Platz 1500 m, 34. Platz 500 m

### Europameisterschaften
- 2011 Heerenveen: 3. Platz Staffel, 8. Platz Mehrkampf
- 2012 Mladá Boleslav: 4. Platz Staffel, 23. Platz Mehrkampf
- 2013 Malmö: 5. Platz Staffel
- 2014 Dresden: 11. Platz Mehrkampf
- 2015 Dordrecht: 6. Platz Staffel
- 2016 Sotschi: 3. Platz Staffel

## Persönliche Bestleistungen
| Disziplin | Zeit         | Datum           | Ort        |
| --------- | ------------ | --------------- | ---------- |
| 500 m     | 40,819 s     | 15. März 2014   | Montreal   |
| 1000 m    | 1:25,175 min | 16. März 2014   | Montreal   |
| 1500 m    | 2:16,878 min | 14. Januar 2011 | Heerenveen |
| 3000 m    | 5:28,984 min | 8. Januar 2012  | Nottingham |